# Naduvattam
Naduvattam è una suddivisione dell'India, classificata come town panchayat, di 11.706 abitanti, situata nel distretto dei Nilgiri, nello stato federato del Tamil Nadu. In base al numero di abitanti la città rientra nella classe IV (da 10.000 a 19.999 persone).

## Geografia fisica
La città è situata a 11° 28' 60 N e 76° 34' 0 E e ha un'altitudine di nn m s.l.m..

## Società

### Evoluzione demografica
Al censimento del 2001 la popolazione di Naduvattam assommava a 11.706 persone, delle quali 5.927 maschi e 5.779 femmine. I bambini di età inferiore o uguale ai sei anni assommavano a 1.250, dei quali 634 maschi e 616 femmine. Infine, coloro che erano in grado di saper almeno leggere e scrivere erano 7.476, dei quali 4.305 maschi e 3.171 femmine.